# Marathon van Zürich 2010
De marathon van Zürich 2010 vond plaats op zondag 11 april 2010. Bij de mannen ging de overwinning naar de Keniaan David Langat in 2:11.03. Bij de vrouwen werd de wedstrijd, net als het jaar ervoor, beslist door de Russische Olga Rossejewa in 2:35.43.
In totaal finishten 3169 atleten de wedstrijd waarvan 497 vrouwen. 

## Uitslagen

### Mannen
| rang   | naam            | land | tijd    |
| ------ | --------------- | ---- | ------- |
| Goud   | David Langat    | KEN  | 2:11.03 |
| Zilver | Stanley Leleito | KEN  | 2:11.36 |
| Brons  | Daniel Kiptum   | KEN  | 2:14.00 |
| 4      | Kiprop Tuwei    | KEN  | 2:14.32 |
| 5      | Hailu Begashaw  | ETH  | 2:16.14 |
| 6      | Tewodros Zewdu  | ETH  | 2:17.51 |
| 7      | Dereje Tefera   | ETH  | 2:20.01 |
| 8      | Tarcis Ançay    | SUI  | 2:20.53 |
| 9      | Hussein Awadah  | LIB  | 2:21.16 |
| 10     | Patrick Wieser  | SUI  | 2:21.25 |

### Vrouwen
| rang   | naam              | land | tijd    |
| ------ | ----------------- | ---- | ------- |
| Goud   | Olga Rossejewa    | RUS  | 2:35.43 |
| Zilver | Lena Gavelin      | SWE  | 2:38.21 |
| Brons  | Emebet Abossa     | ETH  | 2:44.40 |
| 4      | Rachel Berchtold  | SUI  | 2:47.10 |
| 5      | Luzia Schmid      | SUI  | 2:48.06 |
| 6      | Adis Gezahegne    | ETH  | 2:49.03 |
| 7      | Karin Jaun        | SUI  | 2:50.07 |
| 8      | Sandra Wyss       | SUI  | 2:53.56 |
| 9      | Denise Zimmermann | SUI  | 2:56.41 |
| 10     | Jessica Purbrick  | SUI  | 2:57.39 |

2003 ·
2004 ·
2005 ·
2006 ·
2007 ·
2008 ·
2009 ·
2010 ·
2011 ·
2012 ·
2013 ·
2014 ·
2015 ·
2016 ·
2017